# Magnetic force microscopy
Magnetic force microscopy (MFM) is een techniek om magneetvelden op submicron-schaal zichtbaar te maken.
Deze techniek wordt toegepast bij onder andere het onderzoek aan harde schijven en magneetbanden. Een zeer kleine sensor die gevoelig is voor magneetvelden beweegt op zeer geringe hoogte boven het te meten object en registreert de sterkte van het veld als functie van de positie. Het probleem hierbij is dat de naald gelijktijdig oneffenheden in het oppervlak en magnetische veldsterkte aan het oppervlak registreert. Om deze van elkaar te scheiden worden verschillende technieken gebruikt. Alle technieken hebben met elkaar gemeen dat het hoogteprofiel en het magnetisch profiel afzonderlijk na elkaar worden gemeten.
MFM wordt sinds 1987 toegepast; het is een vorm van scanning probe microscopy.